# Херман IV (Ваймар-Орламюнде)
Херман IV (V) фон Ваймар-Орламюнде (на немски: Hermann IV Graf von Weimar-Orlamünde, Hermann V; † между 9 август и 20 ноември 1319) от фамилията Аскани е граф на Ваймар-Орламюнде от 1285 до 1319 г.
Той е син на граф Ото III (IV) фон Ваймар-Орламюнде († 1285) и Агнес († 1285), графиня фон Труендинген. Последва баща си като граф заедно с брат си Ото IV (VI) Млади († 1318).

## Фамилия
Херман IV се жени пр. 24 ноември 1290 г. за Мехтхилда († между 23 август 1334 и 17 март 1338/сл. 1339), дъщеря на граф Фридрих фон Рабенсвалде († 1315) и Елизабет, графиня фон Мансфелд и Остерфелд († 1320). Те имат девет деца:
- Фридрих I († 1365), граф на Ваймар-Орламюнде, женен между 30 януари и 31 май 1322 г. за г. за Елизабет от Майсен († сл. 2 май 1347), вдовица на княз Ото II фон Анхалт († 1315/1316), дъщеря на Фридрих Клем († 1316), маркграф на Дрезден († 1316) от род Ветини и на Юта фон Шварцбург († 1329)
- Херман VI (VIII) († 1372), граф на Ваймар-Орламюнде, женен пр. 29 септември 1325 г. за Катарина фон Анхалт († пр. 15 април 1369), дъщеря на Ото II фон Анхалт († 1315/1316) и Елизабет фон Майсен († 1347)
- Херман († ок. 10 август 1313)
- Йохан († сл. 1354/1359), комтур на коменде Ваймар
- Мехтилд († сл. 1312), омъжена пр. 11 август 1312 г. за граф Дитрих IV фон Хонщайн-Зондерсхаузен († 1317)
- Ото VIII (VII) († 1313/1334), граф на Лауенщайн, Графентал-Лихтенберг, женен ок. 1321. г. за Хелена фон Нюрнберг († сл. 14 ноември 1378), дъщеря на бургграф Фридрих IV фон Нюрнберг († 1332) и Маргарета от Каринтия († 1348)
- София († сл. 1320), омъжена за граф Фридрих VII фон Байхлинген († сл. 1342)
- Елизабет († сл. 1320)
- Агнес († сл. 1353), абатиса в Химелкрон

Епитафт на Херман IV се намира в капелата Елизабет в Наумбург.
Последван е от племенника му Ото VI (VII) († 1340).